# Herb powiatu goleniowskiego
Herb powiatu goleniowskiego – symbol powiatu goleniowskiego, ustanowiony 2 lipca 1999.

## Wygląd i symbolika
Herb przedstawia na tarczy dwudzielnej w słup w polu prawym czerwonego gryfa na błękitnym polu, symbol Pomorza Zachodniego, a w polu lewym drzewo w kolorze zielonym na białym polu, symbolizujące przyrodę powiatu, a szczególnie lasy Puszczy Goleniowskiej.